# Dave Stringer
Dave Stringer (* 15. Oktober 1944 in Great Yarmouth) ist ein ehemaliger englischer Fußballspieler und Trainer, der in beiden Funktionen bei Norwich City aktiv war.

## Spielerlaufbahn

### Norwich City (1964–1976)
Dave Stringer startete seine Karriere in der Saison 1964/65 beim englischen Zweitligisten Norwich City und etablierte sich ein Jahr später als Stammspieler. 1972 stieg er mit seiner Mannschaft erstmals in der Vereinsgeschichte in die First Division auf. Der von Ron Saunders trainierte Aufsteiger sicherte sich in der Football League First Division 1972/73 den Klassenerhalt und erreichte zudem das Finale des Ligapokal (0:1 gegen die Tottenham Hotspur). Nach dem Abstieg als Tabellenletzter 1974, stieg Stringer mit seiner Mannschaft in der Folgesaison direkt wieder in die erste Liga auf. Zum zweiten Mal zog Norwich in das Ligapokalfinale ein, verlor jedoch erneut (0:1 gegen Aston Villa). Nach dem Klassenerhalt in der Saison 1975/76, wechselte Dave Stringer im September 1976 zu Cambridge United und stieg 1976/77 in die dritte Liga auf. In der Saison 1977/78 gelang Cambridge als Vizemeister der direkte Durchmarsch in die zweite Liga.

## Trainerlaufbahn

### Norwich City (1987–1992)
Nachdem er zuvor bereits als Jugendtrainer zu Norwich City zurückgekehrt war, übernahm Dave Stringer am 9. November 1987 als Nachfolger von Ken Brown den Trainerposten des Erstligisten. Nach einem vierzehnten Platz in seiner ersten Saison als Cheftrainer, führte Stringer seine Mannschaft in der First Division 1988/89 auf den vierten Tabellenplatz und erreichte damit die zu diesem Zeitpunkt beste Platzierung der Vereinsgeschichte. Zudem erreichte Norwich das Halbfinale des FA Cup 1988/89, verpasste jedoch durch ein 0:1 gegen den FC Everton den Finaleinzug. In den folgenden drei Spielzeiten konnte der Verein dieses Niveau jedoch nicht halten und verschlechterte sich kontinuierlich. Nach dem knapp erreichten Klassenerhalt in der Football League First Division 1991/92 und einem erneuten Halbfinalaus im FA Cup 1991/92 (0:1 gegen den AFC Sunderland) endete die Tätigkeit von Stringer in Norwich im Sommer 1992.

## Titel und Erfolge
- League-Cup-Finalist: 1973, 1975